# Club de Regatas Vasco da Gama (basquetbol)
El Club de Regatas Vasco da Gama Basquete és la secció de basquetbol del club Club de Regatas Vasco da Gama de la ciutat de Rio de Janeiro.

## Història
La secció de basquetbol va ser creada el dia 11 de maig de 1920. Entre els anys 1998 i 2001 visqué els seus millors anys, guanyant dos campionats brasilers, dos campionats sud-americans i dues lligues sud-americanes. El 1999 disputà l'Open McDonald's, perdent davant San Antonio Spurs. Fou el primer club brasiler en jugar un partit amb un equip de la NBA.

## Palmarès

### Basquetbol masculí
- Campionat brasiler de bàsquet: 
  - 2000, 2001
- Campionat sud-americà de clubs de bàsquet:
  - 1998, 1999
- Lliga sud-americana de bàsquet:
  - 1999, 2000
- Liga Ouro de Basquete (segona divisió):
  - 2016[6][7]
- Campionat de Rio de Janeiro:
  - 1946, 1963, 1965, 1969, 1976, 1978, 1979, 1980, 1981, 1983, 1987, 1989, 1992, 1997, 2000, 2001

### Basquetbol femení
- 1 Lliga sud-americana de bàsquet: 
  - 2002
- 1 Campionat brasiler de bàsquet: 
  - 2001